# Championnat de Malte de football 2005-2006
Navigation
Saison précédente Saison suivante
La saison 2005-2006 de Premier League Maltaise était la quatre-vingt-onzième édition de la première division maltaise.
Lors de cette saison, le Sliema Wanderers FC a tenté de conserver son titre de champion face aux neuf meilleurs clubs maltais lors d'une série de matchs se déroulant sur toute l'année.
Les dix clubs participants à la première phase de championnat ont été confrontés à deux reprises aux neuf autres. En gardant une partie des points acquis lors de la première phase, les six premiers se sont affrontés deux fois de plus pour se disputer la victoire finale et les quatre derniers pour éviter la relégation.
C'est le Birkirkara FC qui a été sacré champion de Malte pour la deuxième fois.
Trois places étaient qualificatives pour les compétitions européennes, la quatrième place étant celle du vainqueur du Trophée Rothman 2005-2006.

## Qualifications en coupe d'Europe
À l'issue de la saison, le champion a participé au 1er tour de qualification de la Ligue des champions 2006-2007.
Le vainqueur du Trophée Rothman et le deuxième du championnat ont pris les places pour la Coupe UEFA 2006-2007.
Enfin, la première équipe dans l'ordre du classement qui l'a souhaité a participé à la Coupe Intertoto 2006.

## Les dix clubs participants
| Club                | Stade             | Capacité | Ville      |
| ------------------- | ----------------- | -------- | ---------- |
| Birkirkara FC       | Infetti Ground    | 2 000    | Birkirkara |
| Floriana FC         | -                 | -        | Floriana   |
| Hamrun Spartans     | Victor Tedesco    | 6 000    | Hamrun     |
| Paola Hibernians FC | Hibernians Ground | 8 000    | Paola      |
| Marsaxlokk FC       | -                 | -        | Marsaxlokk |
| Mosta FC            | -                 | -        | Mosta      |
| Msida Saint-Joseph  | -                 | -        | Msida      |
| Pietà Hotspurs      | -                 | -        | Pietà      |
| Sliema Wanderers FC | Guze Fava Ground  | 4 000    | Sliema     |
| La Vallette FC      | -                 | -        | La Valette |

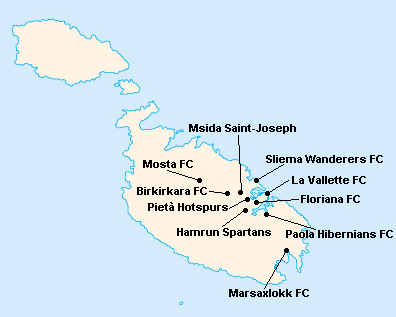
Localisation des clubs engagés dans le championnat.

L'île de Malte étant relativement petite, les clubs évoluent tous au stade National Ta'Qali (17 400 places). Certain cependant ont leur propre enceinte qu'ils peuvent éventuellement utiliser.

## Compétition

### Phase 1

#### Classement
| Rang | Équipe                  | Pts | J  | G  | N | P  | Bp | Bc | Diff |
| ---- | ----------------------- | --- | -- | -- | - | -- | -- | -- | ---- |
| 1    | Birkirkara FC           | 41  | 18 | 13 | 2 | 3  | 48 | 21 | +27  |
| 2    | Sliema Wanderers FC (T) | 39  | 18 | 12 | 3 | 3  | 37 | 12 | +25  |
| 3    | Paola Hibernians FC (C) | 37  | 18 | 12 | 1 | 5  | 37 | 19 | +18  |
| 4    | Marsaxlokk FC           | 34  | 18 | 10 | 4 | 4  | 36 | 23 | +13  |
| 5    | La Vallette FC          | 23  | 18 | 7  | 2 | 9  | 22 | 31 | -9   |
| 6    | Msida Saint-Joseph      | 21  | 18 | 6  | 3 | 9  | 28 | 33 | -5   |
| 7    | Floriana FC             | 19  | 18 | 4  | 7 | 7  | 24 | 28 | -4   |
| 8    | Hamrun Spartans (P)     | 19  | 18 | 6  | 1 | 11 | 29 | 41 | -12  |
| 9    | Pietà Hotspurs          | 15  | 18 | 4  | 3 | 11 | 22 | 39 | -17  |
| 10   | Mosta FC (P)            | 8   | 18 | 2  | 2 | 14 | 20 | 56 | -36  |

| Légende : Qualifications et relégations | Légende : Qualifications et relégations                                        |
| --------------------------------------- | ------------------------------------------------------------------------------ |
|                                         | Qualifié pour le tour des champions                                            |
|                                         | Qualifié pour le tour de relégation                                            |
|                                         | (T) : Tenant du titre 2004-2005 (P) : Promu (C) : Vainqueur du Trophée Rothman |

#### Matchs
| Résultats (▼dom., ►ext.)                                   | Bir | Flo | Ham | Hib | Mar | Mos | Msi | Pie | Sli | Val |
| Birkirkara FC                                              |     | 1-1 | 2-1 | 2-0 | 1-1 | 6-0 | 4-1 | 4-1 | 2-1 | 4-2 |
| Floriana FC                                                | 0-1 |     | 1-3 | 0-3 | 1-2 | 4-4 | 0-0 | 0-2 | 0-0 | 2-1 |
| Hamrun Spartans                                            | 0-6 | 2-4 |     | 0-2 | 1-2 | 2-1 | 0-2 | 2-4 | 1-1 | 4-2 |
| Paola Hibernians FC                                        | 5-2 | 1-1 | 1-0 |     | 0-1 | 3-2 | 4-2 | 2-1 | 0-3 | 1-2 |
| Marsaxlokk FC                                              | 2-0 | 1-1 | 4-3 | 1-4 |     | 5-1 | 1-0 | 1-3 | 1-2 | 2-3 |
| Mosta FC                                                   | 2-3 | 0-3 | 0-3 | 0-3 | 1-3 |     | 2-1 | 3-1 | 0-6 | 0-3 |
| Msida Saint-Joseph                                         | 2-5 | 4-2 | 2-1 | 0-2 | 1-1 | 4-1 |     | 4-2 | 1-4 | 0-1 |
| Pietà Hotspurs                                             | 0-2 | 1-3 | 2-3 | 0-4 | 1-4 | 3-3 | 0-0 |     | 0-3 | 0-0 |
| Sliema Wanderers FC                                        | 2-1 | 1-0 | 4-1 | 0-2 | 0-0 | 2-0 | 2-1 | 0-1 |     | 3-0 |
| La Vallette FC                                             | 0-2 | 1-1 | 1-2 | 2-0 | 0-4 | 1-0 | 1-3 | 1-0 | 1-3 |     |
| - Victoire à domicile - Match nul - Victoire à l'extérieur |     |     |     |     |     |     |     |     |     |     |

### Phase 2

#### Classement
| Rang | Équipe                  | Pts | J  | G  | N | P  | Bp | Bc | Diff |
| ---- | ----------------------- | --- | -- | -- | - | -- | -- | -- | ---- |
| 1    | Birkirkara FC           | 42  | 28 | 19 | 5 | 4  | 68 | 27 | +41  |
| 2    | Sliema Wanderers FC (T) | 37  | 28 | 17 | 5 | 6  | 58 | 27 | +31  |
| 3    | Marsaxlokk FC           | 36  | 28 | 16 | 5 | 7  | 52 | 36 | +16  |
| 4    | Paola Hibernians FC (C) | 28  | 28 | 14 | 4 | 10 | 49 | 37 | +12  |
| 5    | La Vallette FC          | 24  | 28 | 10 | 5 | 13 | 37 | 49 | -12  |
| 6    | Msida Saint-Joseph      | 15  | 28 | 6  | 7 | 15 | 40 | 59 | -19  |

| Rang | Équipe              | Pts | J  | G | N | P  | Bp | Bc | Diff |
| ---- | ------------------- | --- | -- | - | - | -- | -- | -- | ---- |
| 7    | Floriana FC         | 18  | 24 | 6 | 9 | 9  | 36 | 37 | -1   |
| 8    | Pietà Hotspurs      | 17  | 24 | 6 | 6 | 12 | 31 | 47 | -16  |
| 9    | Mosta FC (P)        | 16  | 24 | 5 | 5 | 14 | 34 | 65 | -31  |
| 10   | Hamrun Spartans (P) | 12  | 24 | 6 | 3 | 15 | 35 | 56 | -21  |

| Légende : Qualifications et relégations | Légende : Qualifications et relégations                                                     |
| --------------------------------------- | ------------------------------------------------------------------------------------------- |
|                                         | Ligue des champions 2006-2007 (1er Tour de qualification)                                   |
|                                         | Coupe UEFA 2006-2007 (1er Tour de qualification)                                            |
|                                         | Coupe Intertoto 2006 (1er Tour)                                                             |
|                                         | Relégation en First Division Maltaise                                                       |
|                                         | (T) : Tenant du titre 2004-2005 (P) : Promu en 2004-2005 (C) : Vainqueur du Trophée Rothman |

#### Matchs
| Résultats (▼dom., ►ext.)                                   | Bir | Hib | Mar | Msi | Sli | Val |
| Birkirkara FC                                              |     | 1-0 | 1-0 | 5-0 | 1-1 | 3-0 |
| Paola Hibernians FC                                        | 1-3 |     | 3-1 | 0-0 | 0-3 | 1-3 |
| Marsaxlokk FC                                              | 1-1 | 1-0 |     | 1-0 | 2-1 | 3-4 |
| Msida Saint-Joseph                                         | 1-4 | 1-1 | 3-4 |     | 3-3 | 1-2 |
| Sliema Wanderers FC                                        | 2-1 | 3-4 | 0-1 | 4-1 |     | 2-1 |
| La Vallette FC                                             | 0-0 | 2-2 | 0-2 | 2-2 | 1-2 |     |
| - Victoire à domicile - Match nul - Victoire à l'extérieur |     |     |     |     |     |     |

| Résultats (▼dom., ►ext.)                                   | Flo | Ham | Mosta FC | Pie |
| Floriana FC                                                |     | 3-0 | 0-1      | 1-1 |
| Hamrun Spartans                                            | 2-4 |     | 0-0      | 0-2 |
| Mosta FC                                                   | 3-3 | 5-3 |          | 3-1 |
| Pietà Hotspurs                                             | 2-1 | 1-1 | 2-2      |     |
| - Victoire à domicile - Match nul - Victoire à l'extérieur |     |     |          |     |

## Bilan de la saison
| Tableau d'Honneur       |                     |
| Compétition             | Vainqueur           |
| Premier League Maltaise | Birkirkara FC       |
| Trophée Rothman         | Paola Hibernians FC |
| Supercoupe de Malte     | Birkirkara FC       |

| Qualifications européennes 2006-2007 |                                         |
| Ligue des champions                  | Qualifiés                               |
| 1er tour de qualification            | Birkirkara FC                           |
| Coupe UEFA                           | Qualifiés                               |
| 1er tour de qualification            | Paola Hibernians FC Sliema Wanderers FC |
| Coupe Intertoto                      | Qualifiés                               |
| 1er tour                             | Marsaxlokk FC                           |

| Promotions et relégations           |                          |
| Relégués en First Division Maltaise | Mosta FC Hamrun Spartans |
| Promus de First Division Maltaise   | St. George's FC Marsa FC |